# Andrzej Zaremba
Andrzej Zaremba z Czermina herbu Zaremba (zm. 1317 lub 1318) – biskup poznański.

## Życiorys
Syn Szymona, kasztelana gnieźnieńskiego, brat stryjeczny wojewody kaliskiego Mikołaja Jankowica i Sędziwoja z Jarocina. Przedstawiciel jednego z najpotężniejszych rodów wielkopolskich XIII i XIV wieku. O jego dzieciństwie i studiach nie zachowały się żadne wzmianki. Po raz pierwszy pojawia się w źródłach jako kapelan Bolesława Pobożnego. W 1280 zostaje kanclerzem Przemysła II, a w 1282 również archidiakonem kaliskim. Po śmierci króla pracuje w kancelarii Władysława Łokietka. W dokumencie z 1297 występuje jako prepozyt kapituły poznańskiej. W tym samym roku opuszcza dwór Łokietka, aby objąć poznański tron biskupi. W 1298 był głównym negocjatorem ugody w Kościanie, między Łokietkiem, Henrykiem III Głogowczykiem a możnymi wielkopolskimi, która miała w zamian za poparcie dążeń do objęcia przez Łokietka pozostawionej przez Przemysła korony zagwarantować biskupom poznańskim szereg przywilejów, w tym związanie tytułu kanclerza koronnego z tronem poznańskim. Niedługo po tym, wraz z większością wielkopolskiego możnowładztwa, znalazł się w opozycji do Łokietka. W 1299 obłożył Władysława Łokietka interdyktem na terenie diecezji poznańskiej (przez część historyków fakt ten jest kwestionowany). Po tym stał się jednym z głównych architektów koronacji Wacława II na króla Polski. Po śmierci Wacława II, a wkrótce po nim i Wacława III, poparł latem 1306 r. Henryka Głogowczyka, który opanował Wielkopolskę. Popieranie przez śląskich Piastów wpływów niemieckich i śląskich w Wielkopolsce szybko sprawiło, że większość możnych stanęła w opozycji do Henryka i jego synów. Na czele tego ruchu stanęli arcybiskup gnieźnieński Jakub Świnka i Andrzej Zaremba. W 1312 obaj duchowni obłożyli Henryka i jego synów klątwą, co przyspieszyło koniec ich panowania nad Wielkopolską. W 1313 bp. Andrzej ostatecznie opowiedział się po stronie Łokietka.
Podczas sprawowania urzędu biskupa poznańskiego zreformował archidiakonat poznański, dzieląc go na trzy mniejsze i planując utworzenie czwartego na ziemiach położonych na północnym brzegu Noteci. Wydał ustawy, które miały ukrócić rozdawnictwo dziesięcin zarówno z nowych parafii, jak i miały pomóc odzyskać te nadania, które odstąpili jego poprzednicy. W administracji biskupiej utworzył stały oficjalat generalny, uregulował sprawy wikariuszy katedralnych, tworząc stałe ich kolegium, oraz uznał kanclerzy biskupich za prałatów. Wydał również, w 1302 r., zezwolenie na powstanie przy poznańskiej kolegiacie pierwszej szkoły parafialnej.
Zmarł pomiędzy 13 kwietnia 1317 a 26 maja 1318.